# Absatzkrise

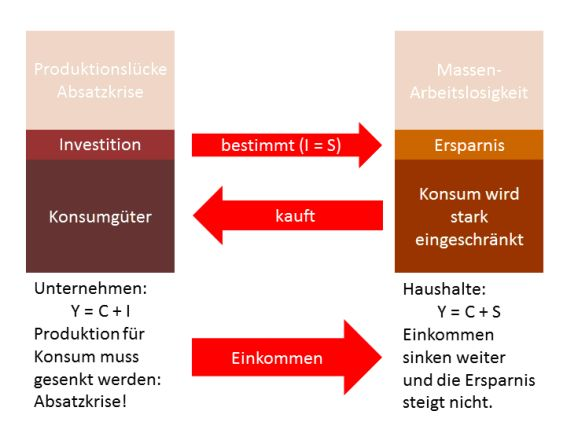
Saldenmechanik der Absatzkrise

Eine Absatzkrise (Überproduktionskrise) entsteht aus einer Stockung der gesamtwirtschaftlichen Nachfrage. Sie war lange die einzig bekannte, dem Frühkapitalismus zugeschriebene Form der Wirtschaftskrise. Sie wird von der harmonistischen „Theorie der Absatzwege“ – automatischer Ausgleich von Erzeugung und Verbrauch (J. B. Say) – und der klassischen Gleichgewichtslehre abgeleugnet. Eine Absatzkrise entsteht bei Wandlungen in Konsum (Mode) und Produktion (Erfindungen), bei Verlagerungen auf den Auslandsmärkten, bei Entsprechungsstörungen zwischen den Wirtschaftszweigen, besonders bei Einschränkungen der Kreditgewährung, im weitesten Sinne durch oder aufgrund von Ausgabenreduktionen und damit nachlassender Massenkaufkraft.